# André Shepherd
André Lawrence Shepherd  (* 21. Mai 1977 in Cleveland, Ohio) ist ein US-amerikanischer ehemaliger Angehöriger der US-Army und Deserteur. Er hat in Deutschland politisches Asyl beantragt. Es war der erste Asylantrag eines US-Deserteurs in Deutschland.

## Leben
André Shepherd stammt aus Cleveland in Ohio. Vor seinem Eintritt in die US-Army lebte er in einer prekären Situation. Shepherd hatte sein Studium abgebrochen und lebte als Obdachloser in seinem Auto. Er überlebte durch Gelegenheitsjobs.
Dann entschied er sich, einen Vertrag bei der Armee zu unterschreiben und trat 2004 seinen Dienst an. Als Soldat einer Mechaniker-Einheit wurde er 2004 in den Irak versetzt. Shepherd verlängerte zweimal seinen Vertrag. Nach Angaben von Shepherd wurde ihm vor dem Ablaufen seines Vertrages gesagt, dass er bei einer Verlängerung nicht mehr im Irak eingesetzt würde. Würde er ausscheiden, würde er jedoch mit hoher Wahrscheinlichkeit als Reservist wieder eingezogen. Nach seiner freiwilligen Verlängerung erhielt er den zweiten Marschbefehl in den Irak.

## Kriegseinsatz und Desertion
Mit seiner Desertion am 11. April 2007 und dem Asylantrag am 26. November 2008 entging er seinem erneuten Einsatz im Irak. Zuvor war er von September 2004 bis Februar 2005 im Irak während des Irakkrieges als Wartungstechniker für Apache-Kampfhubschrauber im Einsatz. Den US-Einsatz im Irak sah er mittlerweile als völkerrechtswidrigen Angriffskrieg und glaubte, dass die von ihm gewarteten Hubschrauber in Kriegsverbrechen verwickelt waren. Er verlängerte dennoch vor seinem zweiten Einsatzbefehl für den Irak seine Dienstzeit. Er floh aus der zum Ansbach Army Heli Pad gehörenden Katterbach-Kaserne. Er versteckte sich bei Bekannten und beantragte dann Asyl, welches am 4. April 2011 abgelehnt wurde.

## Gerichtsverfahren
Am 7. April 2011 beauftragte Shepherd seinen Rechtsanwalt, Klage gegen die ablehnende Asylentscheidung zu erheben. Im Jahr 2013 sollte vor dem Verwaltungsgericht in München über sein im November 2008 eingereichtes Asylbegehren verhandelt werden, stattdessen wurde das Verfahren für ein Vorabentscheidungsverfahren vor dem Europäischen Gerichtshof ausgesetzt. Mit Urteil vom 26. Februar 2015 entschied der EuGH, dass auch einem Deserteur aus einem Drittland mit lediglich unterstützender Funktion Asyl gewährt werden könne, wenn die Wahrscheinlichkeit künftiger Kriegsverbrechen hoch sei. Der Flüchtlingsschutz sei hingegen ausgeschlossen, wenn der Antragsteller sich nicht vorrangig um die Anerkennung als Kriegsdienstverweigerer bemüht hat, es sei denn, ihm stand kein derartiges Verfahren zur Verfügung.
Eine Klage Shepherds gegen den ablehnenden Bescheid wurde in der am 17. November 2016 veröffentlichten Entscheidung des Verwaltungsgerichtes abgewiesen. 2017 legte sein Rechtsanwalt Berufung ein.
André Shepherd wird in seinem Asylverfahren von Connection e. V. unterstützt.

## Preise und Auszeichnungen
Für sein Verhalten erhielt er am 7. Februar 2009 den Preis Frieden aus Überzeugung vom Munich American Peace Committee. Am 18. September 2010 wurde ihm der taz-Panter-Preis der taz Panter Stiftung verliehen. Im September 2015 erhielt er den Menschenrechtspreis der Stiftung Pro Asyl.

## Dokumentarfilm
- Nancy Brandt: Out of Society, Deutschland/Serbien 2013[16][17]

## Podcast
„Der Moment“ (Original Podcast der Audible GmbH), Folge 10: „Der Deserteur“